# خبز معجل
الخبز المُعجَّل أو الخبز السريع (بالإنجليزية: Quick bread)‏ هو أي خبز مخمر بعامل نفاشية كيميائي بدلاً من عامل حيوي مثل الخميرة أو العجين المخمر. يمتاز الخبز المعجل بالقدرة على تحضيره سريعًا، بغير الحاجة إلى عمالة ماهرة تستغرق وقتًا طويلاً والتحكم في المناخ اللازم لخبز الخميرة التقليدي.
من أنواع الخبز المعجل العديد من الكعك والسميراء والكُعيكات وخبز الموز وخبز اليقطين وخبز الجعة وخبز الذرة والموفينة وكعكة المقلاة والقُريصات وغيرها.